# Carciofi alla romana
Les carciofi alla romana (prononcé : [karˈtʃɔːfi alla roˈmaːna], littéralement « artichauts à la romaine »), est un plat typique de la cuisine romaine. À Rome, il est préparé dans chaque foyer et servi dans tous les restaurants au printemps. Avec les carciofi alla giudia (artichauts à la juive), il représente l'un des plats d'artichauts les plus célèbres de la cuisine romaine.

## Préparation
À Rome et ses environs, ce plat est préparé avec des artichauts de la variété Romanesco, récoltés entre février et avril dans la région côtière au nord-ouest de Rome, entre Ladispoli et Civitavecchia.
Les artichauts sont nettoyés avec un couteau bien aiguisé, en éliminant toutes les feuilles dures et les épines avec un mouvement en spirale vers le haut. Il ne reste que quelques centimètres de la tige, le reste est nettoyé, coupé en morceaux et cuit avec les artichauts. Les artichauts sont plongés pendant quelques minutes dans de l'eau avec du jus de citron afin qu'ils ne s'oxydent pas (sinon ils brunissent). Puis ils sont ouverts au centre et le foin (présent seulement vers la fin de la saison) est enlevé. Dans la cavité de chaque artichaut est déposé un mélange de persil, de calament (à Rome appelé mentuccia), d'ail, de sel et de poivre. À la fin, tous les artichauts sont mis dans une casserole profonde, debout sur la tige, en nombre suffisant pour qu'ils se soutiennent mutuellement et ne tombent pas. On ajoute de l'eau, du vin blanc, de l'huile d'olive, du poivre et du sel. Puis on les braise dans la casserole couverte jusqu'à ce que le liquide se soit évaporé. On peut les manger chauds ou à température ambiante.